# 카우보이모자

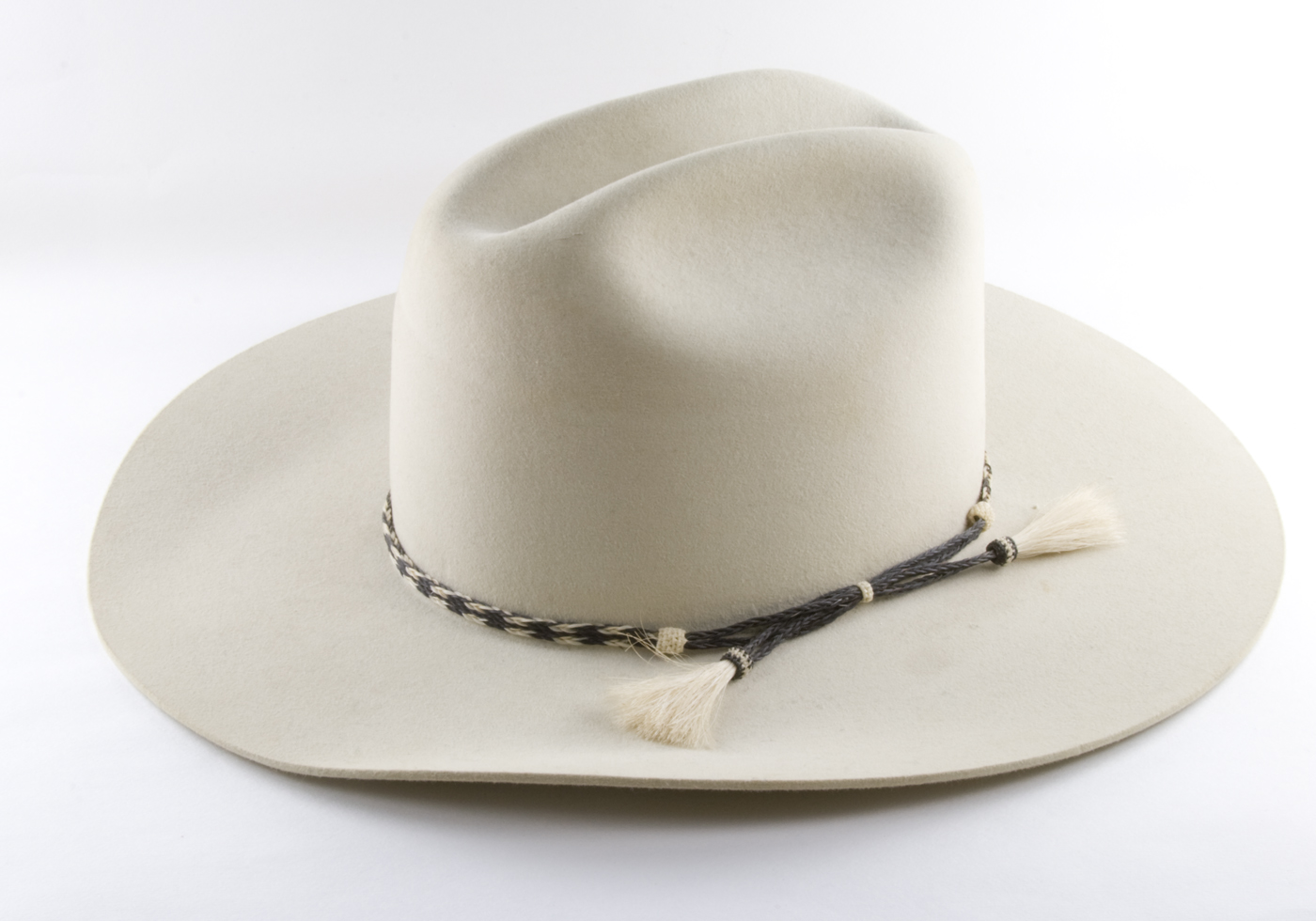
카우보이 모자

카우보이모자는 카우보이들이 쓰는 모자라고 알려진 모자이다.

## 같이 보기
- 중절모자
- 소프트모자